# Étoile du football
L’Étoile du football, en néerlandais Voetbal Ster, est une distinction récompensant la meilleure joueuse évoluant en Belgique. C'est en 2005 que la Ligue de football féminin crée cette distinction. Après 2009, cette récompense ne sera plus attribuée. 
Il existe aussi la Petite Étoile du football, en néerlandais Voetbal Sterretje, récompensant la meilleure joueuse de D2.

## Étoile du football (D1)
| Année | Joueuse         | Pays    | Club                     |
| ----- | --------------- | ------- | ------------------------ |
| 2005  | Femke Maes      | Belgium | KFC Rapide Wezemaal      |
| 2006  | Nadia Dermul    | Belgium | RSC Anderlecht           |
| 2007  | Femke Maes      | Belgium | KFC Rapide Wezemaal      |
| 2008  | Janice Cayman   | Belgium | KVK Tienen               |
| 2009  | Maud Coutereels | Belgium | Standard Fémina de Liège |

## Petite Étoile du football (D2)
| Année | Joueuse       | Pays    | Club         |
| ----- | ------------- | ------- | ------------ |
| 2005  |               |         |              |
| 2006  | Els Depreter  | Belgium | DVK Haacht   |
| 2007  |               |         |              |
| 2008  | Els Alkemande | Belgium | DVK Haacht   |
| 2009  | Jana Coryn    | Belgium | Davo Waregem |